# Monooctylzinntris(2-ethylhexylthioglycolat)
Monooctylzinntris(2-ethylhexylthioglycolat) ist eine chemische Verbindung aus der Gruppe der zinnorganischen Verbindungen und Carbonsäureester.

## Vorkommen
Monooctylzinntris(2-ethylhexylthioglycolat) kommt als Beimischung in Dioctylzinnbis(2-ethylhexylthioglycolat) vor.

## Eigenschaften
Monooctylzinntris(2-ethylhexylthioglycolat) ist eine brennbare, schwer entzündbare, farblose Flüssigkeit. Als potentieller endokriner Disruptor soll der Stoff von den Niederlanden im Rahmen des CoRAP geprüft werden.

## Verwendung
Monooctylzinntris(2-ethylhexylthioglycolat) wird als Katalysator und Stabilisator in einer Reihe von Polyurethan-Kunststoffen verwendet.

## Regulierung
Aufgrund seiner reproduktionstoxischen Eigenschaften wurde der Stoff 2022 als Bestandteil einer Reaktionsmasse mit 2-Ethylhexyl-10-ethyl-4,4-dioctyl-7-oxo-8-oxa-3,5-dithia-4-stannatetradecanoat einer Zulassungspflicht unterstellt. Nach dem Ablaufdatum am 1. Mai 2025 darf die Reaktionsmasse nicht mehr in Verkehr gebracht werden.